# Aeroporto Internacional de Gostomel
O Aeroporto de Gostomel ou Aeroporto do Antonov (IATA: GML, ICAO: UKKM), também formalmente conhecido como Aeroporto Internacional de Hostomel em ucraniano:  аеропорт „Гостомель”), é um aeroporto internacional de aviões de carga em Hostomel, um bairro localizado à noroeste de Kiev, capital ucraniana, e é um dos três aeroportos que servem a cidade (os outros dois são Boryspil e Zhulyany). Além de ser um aeroporto de aviões cargueiros, é um centro de testes de aviões de grande porte. Esse aeroporto é o hub da Antonov Airlines, empresa aérea da fabricante Antonov. É também a casa do Antonov An-225, o maior avião do mundo, atingido durante ataque russo, sendo destruído durante a invasão russa da Ucrânia.
No dia 24 de fevereiro de 2022, durante as primeiras horas da invasão russa da Ucrânia, o aeroporto foi atacado por paraquedistas russos. 

## Funções do aeroporto
O aeroporto é mantido pela Antonov e operado pela Antonov Airlines, mas o aeroporto também é capaz de receber aeronaves de outras empresas. Além disso, ele tem outras funções, como:
- Conexões para transporte de cargas (via estradas e trens)[3]
- Galpões de armazenamento de cargas
- Controle de fronteiras e alfândegas
- Manutenção de aviões

## Testes aeronáuticos
O aeroporto foi utilizado para teste de aviões da Antonov, que testa novos equipamentos em seus aviões. A fabricação desses componentes é feita em um aeródromo em Kiev.

## Serviços militares
Atualmente, a Força Aérea Ucraniana utiliza o aeroporto para transportar forças e tropas.